# 크리스토퍼 스칼버
크리스토퍼 스칼버(영어: Christopher Scarver, 1969년 7월 6일 ~ )는 1994년 컬럼비아 교정기관에서 연쇄살인범 제프리 다머와 제시 앤더슨에 대한 치명적인 폭행으로 가장 잘 알려진 미국의 살인범이다. 스칼버는 교도소 웨이트 룸의 운동기구 조각에서 떼어낸 20인치(51cm)짜리 강철봉으로 이용해 다머와 앤더슨을 눌렀다. 다머와 앤더슨은 둘 다 후에 부상으로 죽었다. 스칼버는 살인으로 두 번의 종신형을 선고받았다. 그의 아내는 재칼 에번스이고 그의 아들은 크리스토퍼 스칼버 주니어이다.

## 생애
스칼버는 5명의 아이들 중 둘째로 위스콘신주 밀워키에서 태어나 자랐다. 그는 11학년에 중퇴하기 전에 제임스 매디슨 고등학교를 다녔다. 결국 알코올 중독이 심해져 어머니는 그를 강제로 집을 나가게 했다. 스칼버는 위스콘신주의 보존 군단 직업 프로그램에 훈련용 목수로 고용되었다. 그는 감독관인 에드워드 패츠로부터 이 프로그램을 마치면 정규직으로 채용될 것이라는 약속을 받았지만, 패트는 해고당했고, 그 결과 스칼버의 전임직은 실현되지 않았다고 말했다.

## 살인죄 유죄판결
1990년 6월 1일, 스칼버는 위스콘신 보존 군단 훈련 프로그램 사무실에 가서 에드워드 패트를 대신한 감독관 스티브 로만을 발견했다. 스칼버는 로만에게 돈을 요구했다. 로만에게 겨우 15달러를 받자마자, 스칼버는 로만의 머리를 쏘았다. 동시에 그는 사이트 매니저인 존 페옌에게 돈을 요구했다. 당국에 따르면 스칼버는 "내가 농담하는 줄 알아? 돈이 더 필요해." 스칼버는 페옌이 스칼버에게 3,000달러 수표를 주고 도망가기 전에 로만을 두 번 더 쐈다.
스칼버는 유죄판결을 받고 종신형을 선고받고 1992년 위스콘신주 포티지 소재 컬럼비아 교정기관으로 보내졌다.

## 감옥에서의 살인 사건
1994년 11월 28일 아침, 스칼버는 제시 앤더슨과 제프리 다머라는 두 명의 다른 수감자들과 함께 작업 세부사항을 배정받았다. 그 세부사항에는 그가 교도소 체육관 화장실을 청소하는 것이 포함되어 있었다. 교정관들이 감독 없이 세 사람을 떠나자 스칼버는 교도소 웨이트 룸의 운동기구에서 떼어낸 20인치(51cm)짜리 강철봉으로 다른 두 남자를 때렸다. 그가 일찍 감방으로 돌아왔을 때, 한 장교는 그에게 왜 아직도 일하고 있지 않느냐고 물었다. 그 시간 동안 두 명의 경찰관이 다머와 앤더슨을 발견했다.
다머는 병원에 도착한 지 한 시간 후에 사망선고를 받았다. 앤더슨은 이틀 후에 사망했다. 재판에 회부될 수 있는 능력이 있는 것으로 밝혀진 후, 스칼버는 이 살인들로 두 번의 종신형을 더 받았다.
2005년 스칼버는 위스콘신 보안 프로그램 시설 관리들을 상대로 연방 시민권 소송을 제기했는데, 이 소송에서 그는 헌법상의 권리와는 달리 잔인하고 특이한 처벌을 받았다고 주장했다. 스칼버는 다머가 살해된 결과로 16년 동안 독방에서 지냈다고 진술했다. 지방법원 판사는 피고인 몇 명을 상대로 한 소송을 기각하고 나머지 공무원들의 행위는 위법하다고 볼 수 없다고 판결했다. 스칼버는 2006년 이 결정에 대해 항소하지 못했다. 이후 연방지방법원 판사인 바바라 크랩은 스칼버와 그 외 심각한 정신 질환을 앓고 있는 약 30명의 수감자들을 위스콘신 시설에서 재배치할 것을 명령했다. 스칼버는 결국 콜로라도주의 센테니얼 교정시설로 옮겨졌다.
2012년 스칼버를 대표하는 한 에이전트는 스칼버가 다머의 살인에 관한 모든 것을 말해주는 책을 기꺼이 썼다고 발표했다.
2015년 뉴욕 포스트의 제이미 슈람은 스칼버가 다머가 자신의 범죄에 대해 뉘우치지 않는다고 믿었다고 보도했다. 슈람은 다머가 자신의 교도소 음식을 잘린 팔다리로 만들고 그들에게 케첩을 뿌려 피를 시뮬레이션하는 방법으로 동료 수감자들을 조롱할 것이라고 보고했다. 또한 스칼버가 다머를 살해하기 전에는 그와 교감하지 않았지만, 다머는 동료 수감자들에게 매우 인기가 없다는 것을 알고 있었고, 그가 다른 죄수들과 몇 차례 교대하는 것을 보았다고 보도했다. 스칼버는 다머의 범죄로 반란을 일으켰으며, 그 범죄를 상세히 기록한 뉴스 기사를 주머니에 넣고 다녔다고 진술한 것으로 알려졌다. 스칼버는 다머를 살해하기 직전 신문 스크랩을 그에게 제시하며 사실 여부를 물어본 것으로 알려졌다. 스칼버는 교도소 직원들이 다머가 죽기를 원했고 스칼버가 그를 싫어한다는 것을 알고 있었기 때문에 다머와 함께 자신을 혼자 남겨두었다고 말한 것으로 알려졌다. 2015년 한 블로그 게시물에서 스칼버는 이러한 진술들 중 일부를 반박하였다.